# Bjørn Dæhlie
Bjørn Erlend Dæhlie (sinh ngày 19 tháng 6 năm 1967) là một doanh nhân người Na Uy và vận động viên trượt tuyết băng đồng đã nghỉ hưu. Trong các năm từ 1992 đến 1999, Dæhlie đã 6 lần vô địch World Cup Bắc Âu, về nhì vào các năm 1994 và 1998. Dæhlie đã giành được tổng cộng 29 huy chương tại Thế vận hội và Giải vô địch thế giới trong giai đoạn từ năm 1991 đến 1999, giúp Dæhlie trở thành vận động viên trượt tuyết băng đồng nam thành công nhất trong lịch sử.
Trong sự nghiệp của mình, Dæhlie đật được VO2 tối đa là 96 ml/kg/phút. Kết quả của Dæhlie đạt được ngoài mùa giải thi đấu, và nhà sinh lý học Erlend Hem, người chịu trách nhiệm thử nghiệm đã tuyên bố rằng ông sẽ không giảm khả năng vận động viên trượt tuyết này vượt qua 100 ml/kg/phút ở đỉnh cao tuyệt đối trong sự nghiệp.
Ngoài việc là một biểu tượng vận động viên, Dæhlie còn là một biểu tượng văn hóa ở Na Uy. Kể từ khi nghỉ hưu, Dæhlie trở thành một doanh nhân thành đạt trong lĩnh vực bất động sản và thời trang. Các khoản đầu tư bất động sản của ông đã tạo ra khối tài sản hơn nửa tỷ kroner. Dæhlie đã được giới thiệu trong các chiến dịch quảng cáo, ông bắt đầu một thương hiệu quần áo trượt tuyết đặc trưng và ông đã đồng tổ chức một chương trình truyền hình có tên Gutta på tur.